# كلة (درة صيدي)
كلة (بالفارسية: کله) هي مستوطنة تقع في إيران في قسم درة صیدي الريفي. يقدر عدد سكانها بـ 130 نسمة .